# Váradi Gábor (festő)
Váradi Gábor (Ózd, 1958. február 14. –) roma származású magyar festőművész.

## Életútja, munkássága
Évtizedeken át a kohászatban dolgozott, az 1990-es évek közepe felé hagyta abba, és ettől kezdve végleg a festészetnek szentelte minden idejét. Már 1989 óta komolyabban foglalkozott festéssel, kezdetben a reneszánsz figurális festészetet követte és tájképeket is festett.
Első rajztanára Rákosi Zoltán volt, mesterének pedig Péli Tamást tekintette. 1994-ben féléves ösztöndíjjal kijutott Izlandra. Mire onnan visszatért, már ismert művész volt. Bekapcsolódott az ózdi közéletbe, és 1998-ban művész tanodát alapított, amelyet 2008-ig működtetett.
A Cigány Ház alkotó táborainak állandó résztvevője és kiállító művésze. Már 1989 óta számos egyéni és csoportos kiállításon szerepeltek a képei. 2001-ben album jelent meg válogatott képeiből és életrajzával. Az album bevezetőjét Váradi Éva és Váczy András írta.
Képei megtalálhatók közgyűjteményekben, a Roma Parlament állandó kiállításán, a Magyar Művelődési Intézetben és a Néprajzi Múzeumban. Köztéri alkotása egy freskó Bódvalenkén, amelyen a 2009-ben elkövetett rasszista indíttatású cigány-gyilkosságokat ábrázolja, a kép címe: A kislétai áldozatok emlékére.

### A Cigány Ház 2009-es reprezentatív albumában szereplő képei

#### Szimbolikus figurális képek
- Boldogság (olaj, fa, 60x80 cm, 2000)
- Fájdalom (olaj, farost, 122x94 cm, 2003)
- Magány (olaj, vászon, 93x100 cm, 2009)
- A cigány holokauszt emlékére (olaj, vászon, 120x100 cm, 2004)
- Szentlélek (olaj, farost, 60x80 cm, 2004)
- Fiam (olaj, vászon, 60x80 cm, 1998)
- Demokrácia virága (olaj, vászon, 81x40 cm, 1995)
- Az idő nem áll meg (olaj, farost, 30x37 cm, 1994)

#### Egyéb
- Napraforgós csendélet (olaj, farost, 53x54 cm, 1998)

## Kiállításai (válogatás)

### Egyéni
- 1989 • Ózd;
- 1999 • Balázs János Galéria, Budapest;
- 2012 • Mindszent tér 2. sz., Miskolc[2] • Rákóczi–vár Árkád terme, Szerencs.[3]

### Csoportos
- 2007 • Mi arcunk: női roma portrék, Balázs János Galéria, Budapest;
- 2007 • Az emlékezés színes álmai, Peking • Magyar Nemzeti Galéria, Budapest;
- 2008, 2009 • Az emlékezés színes álmai, vándorkiállítás, Szolnok • Eger • Pécs • Salgótarján • Miskolc • Szekszárd;
- 2009 • Köztetek, Balázs János Galéria, Budapest • Keresd az istent – kisdedet találsz, Budapest • Vallás a roma  közösségekben, Pécs.

## Díjak, elismerések
- Csokonai Vitéz Mihály-díj (2012)